# ダグ・ストーン
ダグ・ストーン（Doug Stone、1950年12月27日 -） は、アメリカ合衆国の男性声優、音響監督、脚本家。音響製作会社ダグ・ストーン・エンタープライズ代表。カナダ・オンタリオ州トロント出身。

## 人物
1970年にキャンドル販売会社Caedmon Candlesにオーナーとして1972年まで関わり、1973年には家具製造会社Cynewulf Hartwood Furnitureのオーナーに就任する。1976年からはIBMに勤める。1979年にGeneral Foods of Canadaに移り、コンピュータ・セキュリティ・マネージャーを担当。
役者としてはカナダで即興劇の舞台を中心に活動。カリフォルニア州ロサンゼルスに移住後は声優の活動を主とし、1983年に「ダグ・ストーン・エンタープライズ」を設立。

## 出演作品

### テレビアニメ
1985年
- MASK（マット）

1987年
- GALACTIC PATROL レンズマン

1989年
- The Return of Dogtanian（ポルトス）

1990年
- 赤い光弾ジリオン（JJ）

1997年
- ストリートファイターII V（ラジャ）※マンガ・エンターテイメント版

1998年
- Walter Melon （ドン）
- ふしぎ遊戯（村人）

1999年
- カウボーイビバップ（ヴァン）
- 新・天地無用!（阿座化）
- 北斗の拳（ミスミ、父）
- 星方武侠アウトロースター（スワンゾ）
- 魔法騎士レイアース（宿屋）
- るろうに剣心 -明治剣客浪漫譚-（朱羅の父）

2000年
- アークザラッド（ジョージ）

2001年
- 鬼神童子ZENKI（ナレーター）
- THE ビッグオー（ダンディ・ワイズ）
- 吸血姫美夕（幻太、男A）
- メタルファイター・MIKU（芝野直也、芝野幸三）
- るろうに剣心 -明治剣客浪漫譚-（大久保利通）

2002年
- 風まかせ月影蘭（サムライ）
- コスモウォーリアー零（兵士B）
- GTO（タクシー運転手）
- バビル2世
- るろうに剣心 -明治剣客浪漫譚-（Dr.ハンス）

2003年
- 藍より青し（男）
- アルジェントソーマ（オペレーター）
- Witch Hunter ROBIN（小坂慎太郎）
- おねがい☆ティーチャー（アナウンサー、校長）
- 十二国記（中嶋正志）
- スクライド（ニュースキャスター）
- ちょびっツ（大村鉄哉、タクシー運転手、男）
- ヒートガイジェイ（男）
- フィギュア17 つばさ&ヒカル（翔の父）
- まほろまてぃっく〜もっと美しいもの〜（校長）
- ワイルドアームズ トワイライトヴェノム（父親）

2004年
- R.O.D -THE TV -（スタッフB）
- ガングレイヴ（パーカー）
- 京極夏彦 巷説百物語（弥作）
- 攻殻機動隊 STAND ALONE COMPLEX（ホームレスの男1）
- TEXHNOLYZE（寒川与志雄、男2、ポン引き、他）
- 妄想代理人（川津明雄）

2005年
- お伽草子（太郎丸）
- 巌窟王（ダングラール男爵）
- グレネーダー 〜ほほえみの閃士〜（バーパトロン）
- 絢爛舞踏祭 ザ・マーズ・デイブレイク（セールスマン、パイロット）
- 恋風（佐伯善三）
- スクラップド・プリンセス （ロイ）
- 蒼穹のファフナー（春日井正浩）
- 高橋留美子劇場（古田年男、はづきの父）
- 高橋留美子劇場 人魚の森（英二郎）
- DearS（オイヒコの父）
- 天上天下（医者、タクシー運転手）
- 光と水のダフネ（花岡勉）
- 忘却の旋律（教師）
- プラネテス（フィリップ）

2006年
- Ergo Proxy（バークリー）
- かみちゅ!（キックボードの神）
- ガン×ソード（エルとアールの父）
- 交響詩篇エウレカセブン（ストナー）* サムライチャンプルー（ナレーター、他）
- 最遊記RELOAD GUNLOCK（泰造の父）
- BOYS BE…（土橋公一）
- リロイ&スティッチ

2007年
- 攻殻機動隊 STAND ALONE COMPLEX Solid State Society（医者）
- TOKKO 特公（國樹田薫）
- 火の鳥（村長）

2008年
- コードギアス 反逆のルルーシュ（草壁徐水）

2010年
- 結界師（緋水）

2011年
- デュラララ!!（岸谷森厳）

2012年
- ブレイド（ハヤテ）

2013年
- ソードアート・オンライン（ニシダ）

2014年
- キルラキル（揃三蔵）
- 翠星のガルガンティア（フランジ）

2015年
- BLAZBLUE ALTER MEMORY（ヴァルケンハイン＝R＝ヘルシング）

2016年
- HUNTER×HUNTER（第2作）（ボドロ）
- ワンパンマン（クセーノ博士）

2019年
- からかい上手の高木さん2

2020年
- 名探偵コナン エピソード“ONE” 小さくなった名探偵（鈴木史郎）

### 劇場アニメ
1990年
- SF新世紀レンズマン（パトロール・キャプテン）

1991年
- 北斗の拳（ジャキの手下）

1993年
- となりのトトロ（郵便配達員）※ストリームライン版

1994年
- 王立宇宙軍 オネアミスの翼（TVアナウンサー）
- さらば宇宙戦艦ヤマト 愛の戦士たち（デスラー）
- 三国志 第一部・英雄たちの夜明け（劉備玄徳）
- スワン・プリンセス/白鳥の湖（スピード）

1996年
- キャッツ・ドント・ダンス
- GHOST IN THE SHELL / 攻殻機動隊（清掃局員）
- 天地無用! in LOVE（教師）
- 魔女の宅急便（ホテルのフロント係、運転手）※ストリームライン版

1998年
- プリンス・オブ・エジプト（ADRグループ）
- Red Hawk: Weapon of Death
- 幽☆遊☆白書（ショウビ）

1999年
- 機動戦士ガンダム（ギレン・ザビ）
- 機動戦士ガンダムII 哀・戦士編
- 機動戦士ガンダムIII めぐりあい宇宙編（ギレン・ザビ）
- 天地無用! in LOVE2 遙かなる想い（阿座化）

2000年
- パンダゴパンダ
- ブラック・ジャック（チャールズ・ローゼン）

2001年
- AKIRA（議員4）※DVD版
- メトロポリス（ポンコッツ博士）

2002年
- カウボーイビバップ 天国の扉（アナライザー）
- リロ・アンド・スティッチ

2003年
- サクラ大戦 活動写真（米田一基）

2004年
- 機動戦士ガンダムF91（グルス・エラス）

2005年
- APPLESEED（七賢老）

2007年
- 劇場版 NARUTO -ナルト- 大活劇!雪姫忍法帖だってばよ!!（キンちゃん）

2008年
- ナットのスペースアドベンチャー3D（ニュースキャスター）

2009年
- イノセンス（リン）※バンダイ・エンタテイメント版
- Happily N'Ever After 2（マッキュー）

2012年
- サミーとシェリー2 僕らの脱出大作戦（アルバート）

2021年
- SSTAND BY ME ドラえもん 2（しずかのパパ）

### OVA
1991年
- 赤い光弾ジリオン 歌姫夜曲（JJ）

1993年
- ダーティペアの大勝負 ノーランディアの謎（タクシー運転手）
- 戦え!!イクサー1（ビッグゴールド）

1995年
- アミテージ・ザ・サード（ローウェル・ガンツ）
- 獣兵衛忍風帖（盗賊）
- 超時空世紀オーガス02（メンデス国王、他）
- 魔法少女プリティサミー（警官、他）
- メガゾーン23（タクシー運転手）
- モルダイバー（天城教授/マシンガル教授）

1997年
- ブラック・ジャック（探偵）

1998年
- スワン・プリンセス2/魔王の城（スピード）

1999年
- 機動戦士ガンダム0080 ポケットの中の戦争（メカニック）
- スワン・プリンセス3/禁断の書（スピード）
- またまたセイバーマリオネットJ（白髪源内）

2000年
- 覚悟のススメ（覇岡大）
- ジャングルDEいこう!（六道富由彦）

2001年
- 機動戦士ガンダム 第08MS小隊

2002年
- イース（ゴーバン）
- 創世聖紀デヴァダシー

2003年
- イース 天空の神殿〜アドル・クリスティンの冒険〜

2004年
- サクラ大戦 神崎すみれ 引退記念 す・み・れ（米田一基）
- 戦闘妖精雪風（カール・グノー）
- でたとこプリンセス（爺）

2005年
- 天地無用! 魎皇鬼 第3期（阿座化）

2006年
- 鴉 -KARAS-（鷺坂実）
- HELLSING（アーサー・ヘルシング卿）

2015年
- 機動戦士ガンダム THE ORIGIN（ジンバ・ラル）

### Webアニメ
- 日本沈没2020（2020年、疋田国夫）

### ゲーム
1995年
- コブラ II 伝説の男（コブラ）

2003年
- 真・三國無双3（許褚、張角、甘寧）
- 真・三國無双3 猛将伝（許褚、張角、甘寧）

2004年
- 真・三國無双3 Empires（許褚、張角、甘寧）
- メタルギアソリッド（サイコ・マンティス）

2005年
- 真・三國無双4（許褚、張角、甘寧）

2006年
- 真・三國無双4 猛将伝（許褚、張角、甘寧）
- 真・三國無双4 Empires（許褚、張角、甘寧）

2007年
- 無双OROCHI（許褚、張角、甘寧）

2008年
- 真・三國無双5（許褚、張角）
- メタルギアソリッド4（サイコ・マンティス）

2010年
- サクラ大戦V 〜さらば愛しき人よ〜（王行智）
- スタークラフト2 (エドマンド・タイ）

2018年
- ロックマン11 運命の歯車!!（Dr.ライト）

### 吹き替え
1999年
- 魔界転生 THE ARMAGEDDON（松平伊豆守〈石田信之〉）

2001年
- 黒の天使 vol.1（安田昇〈飯島大介〉）
- 人造人間ハカイダー（グルジェフ〈石田信之〉）

2002年
- 黒の天使 vol.2（黒のママ〈鶴見辰吾〉）
- Zero WOMAN 最後の指令（マネージャー）

2005年
- アート・オブ・デビル（ダナイ）
- スカイハイ 劇場版（城嶋）
- 着信アリ（天道白水、他）

2006年
- 魁!! クロマティ高校THE★MOVIE（山口ノボル〈増本庄一郎〉、宇宙猿人ゴリ））

2008年
- デビルマン（牧村啓介<宇崎竜童>、上田<きたろう>）

2017年
- Suburra - 暗黒街-

2018年
- Börü

2019年
- Vida perfecta（アントニオ）

### 特撮
- ビートルボーグ・メタリックス（1997年、ドラゴンボーグの声）
- パワーレンジャー・ロスト・ギャラクシー（1999年、スケルクロンの声）

### 映画
- リアル・ブラッド（1996年、ADRループグループ）

### その他
- アドベンチャーズ・イン・ボイス・アクティング（2008年、本人出演）

## 参加作品

### テレビアニメ（スタッフ）
1987年
- Wisdom of the Gnomes（音声演出、台本）

1989年
- げらげらブース物語（台本）
- ドラゴンクエスト 勇者アベル伝説（台本）
- The Return of Dogtanian（音声演出、台本）

1991年
- キャッ党忍伝てやんでえ（台本）

1992年
- 樫の木モック（台本）

1994年
- Jin Jin and the Panda Patrol（音声演出、台本、プロデューサー）

1999年
- 新・天地無用!（ADRディレクター）※第13話まで

2003年
- 爆闘宣言ダイガンダー（台本）

2005年
- 絢爛舞踏祭 ザ・マーズ・デイブレイク（ADR台本）
- 攻殻機動隊 S.A.C. 2nd GIG（ADR台本）

### 劇場アニメ（スタッフ）
1996年
- 天地無用! in LOVE（ADRディレクター、ダイアログ・ポリッシュ）

1998年
- 天地無用! 真夏のイヴ（ADRディレクター）

1999年
- 機動戦士ガンダム（音声演出）
- 機動戦士ガンダムII 哀・戦士編（音声演出）
- 機動戦士ガンダムIII めぐりあい宇宙編（音声演出）
- 天地無用! in LOVE2 遙かなる想い（ADRディレクター）

2000年
- フランダースの犬（音声演出）

### OVA（スタッフ）
1993年
- 戦え!!イクサー1（音声演出、台本）

1995年
- 超時空世紀オーガス02（ADR台本）
- 魔法少女プリティサミー（音声演出）※第2話以降

### ゲーム（スタッフ）
2003年
- 真・三國無双3（音声演出、音声プロデューサー）
- 真・三國無双3 猛将伝（音声演出）

2004年
- 真・三國無双3 Empires（音声演出）
- Shadow Ops: Red Mercury（キャスティング）

2005年
- 真・三國無双4（音声演出）

2006年
- 真・三國無双4 猛将伝（音声演出）
- 真・三國無双4 Empires（音声演出）

### 吹き替え（スタッフ）
1989年
- Hallo Spencer Show（台本）